# When You Finish Saving the World
When You Finish Saving the World är en amerikansk komedi- och dramafilm från 2022. Filmen är regisserad av Jesse Eisenberg som också skrivit filmens manus. I huvudrollerna ses Julianne Moore och Finn Wolfhard. Filmen hade premiär i USA i januari 2023.

## Handling
Filmen kretsar kring familjerelationen mellan tonåriga Ziggy (Finn Wolfhard) och hans mamma Evelyn (Julianne Moore). Hon arbetar som socialarbetare och väldigt organiserad medan han är musiker och  jagar följare och donationer på nätet.

## Rollista (i urval)
- Julianne Moore - Evelyn
- Finn Wolfhard - Ziggy
- Billy Bryk - Kyle
- Alisha Boe - Lila
- Jack Justice - Jackie
- Jay O. Sanders - Roger
- Eleonore Hendricks - Angie
- Catherine Haun - Cath
- Annacheska Brown - Cyril
- Sara Anne - Becky